# Niedźwiedź - władca gór
Niedźwiedź - władca gór – dokumentalny film przyrodniczy produkcji polskiej w reżyserii Krystiana Matyska z 2012 roku.
Dokument o niedźwiedziach brunatnych, zamieszkujących wschodnie i północne góry Europy. Film jest owocem ponad dwuletniej pracy zespołu filmowego. Przedstawia zwyczaje i tryb życia niedźwiedzi. W filmie zaprezentowano m.in. wnętrze gawry i karmienie młodych. Film współfinansowały: Narodowy Fundusz Ochrony Środowiska i Gospodarki Wodnej oraz Polski Instytut Sztuki Filmowej.
Film został nagrodzony w 2013 na Międzynarodowym Festiwalu Filmów o Środowisku "EnviroFilm" w Bańskiej Bystrzycy oraz na Międzynarodowym Festiwalu Filmów Przyrodniczych im. Włodzimierza Puchalskiego w Łodzi, otrzymując nagrodę za promocję przyrody i krajobrazu Europy.

## Twórcy
- Krystian Matysek − reżyseria, scenariusz, zdjęcia, komentarz
- Ida Matysek − komentarz
- Andrzej Blumenfeld − lektor
- Bartłomiej Gliniak − muzyka
- Jarosław Barzan − montaż
- Arkadiusz Jurcan − animacja
- Filip Zięba − konsultacja naukowa
- Tomasz Zwijacz-Kozica − konsultacja naukowa
- Jacek Kucharski − produkcja
- Marcin Wierzchosławski − produkcja